# Instituto de Altos Estudios Internacionales y del Desarrollo
El Instituto de Graduados en Estudios Internacionales y de Desarrollo (en francés: Institut de hautes études internationales et du développement, abreviado IHEID), también conocido como Instituto de Graduados de Ginebra, es una universidad público-privada de posgrado ubicada en Ginebra, Suiza.
La institución cuenta entre sus alumnos y profesores con un secretario general de la ONU (Kofi Annan), siete ganadores del Premio Nobel, un ganador del Premio Pulitzer y numerosos embajadores, ministros de Asuntos Exteriores y jefes de Estado. Fundado por dos altos funcionarios de la Liga de las Naciones, el Instituto de Graduados mantiene fuertes vínculos con el sucesor de esa organización internacional, las Naciones Unidas,y muchos exalumnos han trabajado en agencias de la ONU.
En 2008, el Instituto Universitario de Altos Estudios Internacionales (abreviado IUHEI) absorbió el Instituto de Instituto Universitario de Estudios del Desarrollo (abreviado IUED), una institución de posgrado más pequeña también con sede en Ginebra y fundada en 1961. Para reflejar su misión nueva y más amplia, la escuela pasó a llamarse Instituto de Graduados de Estudios Internacionales y Estudios de Desarrollo.